# Hemiodus jatuarana
Hemiodus jatuarana is een straalvinnige vissensoort uit de familie van de penseelvissen (Hemiodontidae). De wetenschappelijke naam van de soort is voor het eerst geldig gepubliceerd in 2004 door Langeani.